# Formicivora intermedia
A Formicivora intermedia a madarak osztályának verébalakúak (Passeriformes) rendjébe és a hangyászmadárfélék (Thamnophilidae) családjába tartozó faj.

## Rendszerezése
A fajt Jean Cabanis német ornitológus írta le 1847-ben.

## Alfajai
- Formicivora intermedia alticincta Bangs, 1902
- Formicivora intermedia fumosa (Cory, 1913)
- Formicivora intermedia hondae (Chapman, 1914)
- Formicivora intermedia intermedia Cabanis, 1847
- Formicivora intermedia orenocensis Hellmayr, 1904
- Formicivora intermedia tobagensis Dalmas, 1900[1]

## Előfordulása
Panama, Trinidad és Tobago, valamint Kolumbia és Venezuela területén honos. A természetes élőhelye a szubtrópusi vagy trópusi síkvidéki- és hegyi esőerdők, lombhullató erdők, mangroveerdők, szavannák és cserjések.

## Megjelenése
Testhossza 12-13 centiméter.

## Életmódja
Rovarokkal és pókokkal táplálkozik.

## Külső hivatkozások
- Képek az interneten a fajról
- Xeno-canto.org - a faj hangja és elterjedési területe